# Хју Елсворт Родам
Хју Елсворт Родам (енгл. Hugh Ellsworth Rodham; Скрантон, 2. април 1911 — Литл Рок, 7. април 1993) био је амерички бизнисмен.

## Живот и посао
Родам је рођен у Скрантону, Пенсилванији, од оца Хјуа Родама (1879—1965) и Хане Џоус (1882—1952). Отац му је био енглески имигрант из округа Дарам, док му је мајка рођена у Пенсилванији, у породици имиграната из Велса.
Родам је похађао државни Универзитет у Пенсилванији и играо за рагби клуб Penn State Nittany Lions. Године 1935. стекао је диплому професора физичког васпитања.
Кратко је радио у фирми свог оца и преселио се у Чикаго без знања родитеља. Тамо проналази посао и продаје тканине, те од зарађеног новца прави кућу.
Године 1937. упознао је Дороти Ему Ховел (1919—2011), која је конкурисала за посао у Родамовој компанији. Пар се венчао 1942, а у то време Родам ради за америчку војску као инструктор подофицира.
После рата, Родамов бизнис је процветао, а он се окушао и у политици, кандидујући се као независни кандидат за градоначелника Чикага, где је изгубио од Ричарда Дејлија.
Родамови су имали троје деце: Хилари (р. 1947), Хјуа (р. 1950) и Тонија (р. 1954). Године 1950. породица се преселила у Парк Риџ, Илиноис.
Родам је у кампањи 1964. подржавао републиканца Барија Голдверта. Био је активни члан Републиканске странке до смрти. Чак и онда када се његова кћерка удала за демократу Била Клинтона и "никад није гајио наду да ће се његов зет учланити у Републиканску странку и подржати смањење пореза на капиталну добит".
Родам је умро у Литл Року у Арканзасу, три месеца након инаугурације Била Клинтона за председника САД. Сахрањен је у Пенсилванији.